# Żywice mocznikowo-formaldehydowe

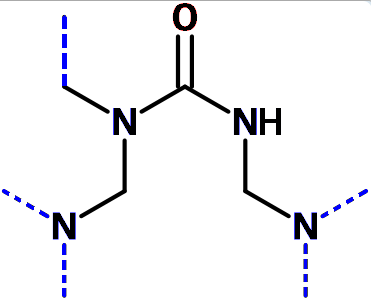

Żywice mocznikowo-formaldehydowe – rodzaj tworzyw sztucznych z grupy aminoplastów.
Powstają w wyniku reakcji kondensacji mocznika z formaldehydem w środowisku kwasowym. W wyniku reakcji heteropolikondensacji powstaje żywica mocznikowo-formaldehydowa:
n H2N-CO-NH2 + n HCHO → [-CH2-NH-CO-NH-]n + n H2O